# 成瀬りお
成瀬 りお（なるせ りお、1997年5月19日 - ）は、日本のグラビアアイドル。メディアプラスジャパン所属。

## 略歴
2017年にイメージビデオでデビュー。ロリ系ルックスとスレンダーボディで人気を集める。
2019年発売の『UNKNOWN ORCHESTRA』で、初めての生音録りに挑戦した。

## 人物
- 特茶とリラックマとぐでたまが好き。
- 趣味はアニメ鑑賞、特技はエロゲー。

## 作品

### イメージビデオ
- デビューアイドルみたいになりたくて 成瀬りお（2017年2月23日、INTEC Inc）
- りおのカーニバル 成瀬りお（2017年5月1日、グラビジョン）
- 永遠のアイドル 成瀬りお（2017年7月21日、メディアブランド）
- りおブラボー! 成瀬りお（2017年12月28日、CRANE）DVD・Blu-ray版
- オシリーオ 成瀬りお（2018年3月20日、タスクビジュアル）
- 清純旅行 こぼれるほどのこの想い 成瀬りお（2018年5月23日、CRANE）DVD・Blu-ray版
- りおのおねだり 成瀬りお（2018年8月17日、メディアブランド）DVD・Blu-ray版
- おねがいbubble 成瀬りお（2018年12月20日、タスクビジュアル）
- 君の秘めごと 成瀬りお（2019年2月15日、ジェリービー）DVD・Blu-ray版
- 成瀬りお / Wake-up!（2019年4月19日、グラビジョン）
- 成瀬りお 桃井さくら / イケナイ秘密（2019年5月14日、グラビジョン）
- 石森みずほ 成瀬りお / イケナイ秘密（2019年6月14日、グラビジョン）
- UNKNOWN ORCHESTRA（2019年10月18日、ジェリービー）[3]
- 成瀬りお / エンジェルの柔肌（2021年1月22日、MBDメディアブランド）
- 成瀬りお / 恥じらいプリンセス?～密かな滴り～（2021年12月17日、デジプラン）
- 成瀬りお / りおTime（2023年2月28日、Pinky Smile）